# Вабарна, Яне
Я́не Ва́барна (эст. Jane Vabarna) (род. 23 июня 1980) — эстонский деятель культуры, популяризатор сетуской культуры, мастер по текстильному рукоделию, в 2015–2016 и 2021–2022 годах — Наместник Короля сету.

## Биография
Яне Вабарна училась в гимназии посёлка Вярска. В 2003 году окончила специальность «домоводство» агрономического факультета Эстонского университета естественных наук. Обучалась профессии учителя рукоделия, несколько лет позже — текстильному делу в Ряпинаской садоводческой школе. Знания и навыки в области рукоделия она также получила на курсах Общества рукоделия сету (Seto Käsitüü Kogu) и стала одной из его мастериц-преподавателей.
Работает художественным руководителем Культурного центра Сетомаа, поёт в сетуском хоре «Verska Naase'», участвует в организации различных культурных мероприятий сету, является руководительницей Клуба кружева сету (Seto Pitsi Klubi).
В числе тех, кто сыграл важную роль в её жизни, Яне прежде всего называет свою мать, которая с детства учила ее песням и танцам сету, а также всему тому, что относится к культуре сету. Авторитетами для Яне являются местные пожилые сетуские женщины, первой из которых она вспоминает Анни Куремяэ (Anni Kuremäe), которая всегда помогает в вопросах языка сету и хорошо разбирается в местных обычаях. Даже во времена своего правления в качестве Наместника Короля сету Яне обращалась за советом к Анни. Яне Вабарна также называет своим авторитетом Анне Кыйво (Anne Kõivo), чья сердечность в общении и хорошее знание обычаев сету являются для неё примером. У Яне тесные духовные связи с братом Ялмаром, певцом и музыкантом, народная культура очень близка им обоим.
В День Королевства Сету 2004 года Яна Вабарна была избрана «хлебопёком и изготовителем пирожков» Короля сету (эст. Seto kuninga leivaküpsetaja ja pirukategija).
В 2008 году снялась в эстонском художественном фильме «Таарка», посвящённом Певческой матери Сету Хилане Таарка, в 2011 году — в документальном фильме швейцарского режиссёра Ульрике Кох (Ulrike Koch) «Songs of the Ancient Sea».
В 2009 году на основе записи традиционной сетуской свадьбы Яне Вабарна и народного музыканта Кристьяна Прикса, фольклорист Аадо Линтроп (Aado Lintrop) и старший научный сотрудник Эстонского музея литературы Яника Орас (Janika Oras) создали документальный фильм «Seto saaja' 2009». Вабарна сама стала инициатором съёмок этого фильма и была одним из авторов его сценария.
1 августа 2015 года на проходившем в деревне Обиница Дне Королевства сету Яне Вабарна была избрана Наместником Короля сету (Setu ülemsootska). В интервью после выборов она сказала, что видит своей миссией сохранение культуры сету и пообещала продолжать развивать сетускую детскую школу, основанную преподавателем Тартуского университета Аннелой Лаанеотс (Annela Laneots), как в Сетумаа, так и по всей Эстонии.
Является участником Клуба спортивного ориентирования «Пеко» (Вярска).

## Награды и премии
- 2016 — Культурная премия имени Анне Вабарна[эст.][14]

## Дискография
Участвовала в записи песен сету в составе сетуских хоров «Laanõtsirk» и «Verska Naase'»:  
- Laanõtsirk (leelokoor). Õgal tsirgul uma laul = Every bird has its song / latsi leelokuur "Laanõtsirk"; laulõ opas Vabarna Maret. — Eesti: Värska Kultuurikeskus, 2007[15].
- Verska Naase' (koor). Tsõõri, tsõõrigo' sõsarõ' / [esitab] Verska Naase'. — Eesti: Verska Naase', 2012.

## Семья
- Прабабушка — Анне Вабарна (1877—1964), исполнительница рунических песен сету, Певческая мать сету[12].
- Мать — Марет Вабарна (род. 1957), учитель национальных традиций и рукоделия в гимназии Вярска, а также преподаватель в школе деревни Микитамяэ[16].
- Дочь — Доора Тоомисте[17].
- Брат — Ялмар Вабарна[эст.] (род. 17.04.1987) — исполнитель эстонских народных и поп-песен, участник ансамблей Trad.Attack![англ.], Zetod[эст.] и Viljandi Guitar Trio[эст.]. Лауреат Президентской премии «Молодой деятель культуры».